# سایلنت هیل: یادگارهای خردشده
سایلنت هیل: یادگارهای خردشده (به انگلیسی: Silent Hill: Shattered Memories) یک بازی ویدئویی در سبک ترس و بقا از مجموعه بازی‌های سایلنت هیل است که توسط کلایمکس استودیوز توسعه یافته و به‌وسیلهٔ کونامی در دسامبر ۲۰۰۹ برای کنسول نینتندو وی منتشر شد و سپس یک نسخه سازگار شده از بازی در ژانویه ۲۰۱۰ برای کنسول‌های پلی‌استیشن ۲ و پلی‌استیشن همراه عرضه شد. این بازی به عنوان نسخه بازراه‌اندازی سایلنت هیل ۱ می‌باشد که در سال ۱۹۹۹ برای کنسول پلی‌استیشن طراحی شده است. آوریل سال ۲۰۱۴ در اروپا این بازی بر روی پلی‌استیشن نتورک قرار گرفت.
بازی یادگارهای خردشده یک بازسازی داستانی از نسخه اول است که هری میسن در جستجو برای پیدا کردن دخترش در شهر سایلنت هیل به جستجو می‌پردازد. اما این بازی در مقایسه با نسخه نخستین دارای دنیای خیالی و کاراکترهای تغییرکرده و داستان متفاوتی با نسخه نخستین دارا می‌باشد. بازی همچنین دارای ۵ پایان متفاوت می‌باشد. گیم پلی بازی به‌طور خلاصه در دو قسمت وجود دارد. در یک چارچوب‌بندی بازی در یک جلسه روان درمانی به شکل اول شخص و در دیگری یک دوربین کنار شانه هنری که داستان و ماجرای اصلی بازی سایلنت هیل را روایت می‌کند که گاهی با وقوع یک تغییر هری وارد یک محیط خطرناک و ترسناک تر می‌شود. پاسخ‌های هری به سوالات روان‌شناسی ابتدا بازی بر عناصر مختلف گیم پلی در طول بازی تأثیر می‌گذارد.
بعد از طراحی بازی سایلنت هیل: ریشه‌ها در سال ۲۰۰۷ که بازی را با قصد تکرار عناصر نسخه اول سری سایلنت هیل ساخته شد. کلایمکس استودیوز تمایل داشت که روش متفاوتی را برای خلق یک عنوان جدید در این مجموعه امتحان کنند. از مجموعه تفاوت‌ها و تغییراتی که به کار بردند می‌توان به حذف مبارزات و حضور دائمی هیولا در بازی بود. آکیرا یامائوکا موسیقی متن بازی را طراحی کرد که برای اولین بار در این سری موسیقی پویا (موسیقی که در هر لوکیشن یا حالت مختلف ریتم و نوع آن تغییر می‌کند) قرار گرفت.
بازی دیدگاه‌های عموماً مثبتی را دریافت کرد. گرافیک بازی، صدا پیشگی، موسیقی متن و استفاده از وی ریموت باعث برانگیختن تحسین منتقدین شد. برخی از منقدین بازی به دلیل مدت زمان بازی و تعقیب و گریزهایش از بازی انتقاد کردند.

## گیم‌پلی
سایلنت هیل: یادگارهای خردشده یک بازآفرینی از نسخه اول این سری است. بازی پیش زمینه داستانی نسخه اول را که هری میسون به دنبال دختر گمشده‌اش بعد از تصادف با ماشین است را با طرح متفاوت نسبت به نسخه اول نگه داشته است. برخی از شخصیت‌ها و و نقش آن‌ها نیز نسبت به نسخه اول دارای تغییر شده است. همچنین بازی شخصیت‌های جدیدی را نیز در بازی معرفی می‌کند.
گیم پلی بازی سایلنت هیل یادگارهای خردشده در دو قسمت اتفاق می‌افتد. قسمت اول در اتاق روان درمانی و قسمت دوم در شهر سایلنت هیل اتفاق می‌افتد.
در قسمت اول بازیکن در اتاق روان درمانی دکتر مایکل کافمن، یک روان درمانگر قرار دارد و بازیکن دکتر کافمن را از دید اول شخص در اتاق می‌بیند. بازیکن به سوالات دکتر کافمن پاسخ می‌دهد و پرسشنامه روان درمانی او را کامل می‌کند. پاسخ‌های هری به پرسشنامه بر عناصر مختلف گیم پلی در بخش دوم از جمله محیط‌های قابل دسترسی، شکل ظاهری هیولاها و رفتار شخصیت‌ها اثر می‌گذارد. بازی مخاطب را به صورت دوره ای به اتاق دکتر کافمن برمی‌گرداند.
در قسمت دوم که در شهر سایلنت هیل جریان دارد بازیکن به هری میسون برای یافتن دخترش از دید دوربین کنار شانه هری کمک می‌کند. هری میسون در طول بازی به تلفن هوشمند و چراغ‌قوه مجهز است. هری در بازی می‌تواند با استفاده از سامانه موقعیت‌یاب جهانی روی نقشه گوشی خود از موقعیت خود در بازی آگاه شود. همچنین قابلیت عکس گرفتن و تماس تلفنی را با گوشی خود دارد. به دلیل ایجاد سر و صداهایی که رادیوی هری میسون هنگامی که موقعیت خطرناکی وجود دارد، بازیکن می‌تواند با آگاهی بالا به محیط‌های بازی وارد شود. در بازی قابلیت عکس برداری از نقاطی که چهره سایه در آن دیده می‌شود، بازکردن پیام‌های مختلف و صداهای ضبط شده درون گوشی بازی نیز وجود دارد که داستان بازی را گسترش می‌دهد و گاهی نیز سرنخ‌هایی نیز ارائه می‌دهد. برای دیدن جزئیات اشیاء مختلف و مدارک در بازی، بازیکن می‌تواند از قابلیت زوم در بازی استفاده کند. جزئیات در بازی با دید متفاوت بازیکنان بر آنها تغییر می‌کند. در طول داستان بازی، هری میسون با معماها و پازل‌های مختلف مواجه می‌شود، پاداش حل این معما و پازل‌ها کلیدی است که برای ادمه پیشرفت در بازی نیاز است و در برخی مواقع یادداشت جایزه(bonous memento)می‌دهد.در نسخه کنسول وی بازی بازیکن با استفاده از وی ریموت توانایی حل پازل‌ها و استفاده از گوشی و چراغ قوه وجود دارد.
بازی گاهی وارد دنیای تغییر یافته یخ زده به نام «کابوس» وارد می‌شود که دارای هیولاهای متخاصم و حمله کننده است. برای فرار و خروج از کابوس هری باید خود راه را به مکان خروج از پیش تعیین شده برساند و همزمان نیز از دست هیولاهایی که به دنبال او هستند فرار کنند. برخلاف نسخه‌های قبلی بازی که بازیکن توانایی نبرد با موجودات داخل بازی را دارد، در این نسخه هری فقط توانایی فرار از دست هیولاها، مخفی شدن، ضربه زدن به آنها با استفاده از برخی شیءهای داخل بازی، مسدود کردن را هیولاها را دارد. نوار سلامتی و سرعت هری با گرفته شدن توسط موجودات داخل بازی کم می‌شود. در برخی موارد هری با برداشتن مشعل از روی زمین قادر است موجودات داخل بازی را برای مدتی از خود دور کند. بازی سایلنت هیل یادگار خرد شده دارای تفاوت محسوسی نسبت به نسخه‌های پیشین در طراحی موجودات و هیولاهای بازی دارد، در این نسخه بر خلاف تنوع در طراحی موجودات در نسخه‌های قبلی بازی فقط یک نوع موجود انسان نما دارد که ظاهر فیزیکی او بر اساس عملکرد بازیکن در داخل یا خارج از قلمرو کابوس از جمله پاسخ‌های اتاق روان درمانی تغییر می‌کند.

## داستان
داستان بازی از جلسه روان درمانی در اتاق دکتر کافمن شروع می‌شود. البته منو بازی که قبل از شروع بازی وجود دارد صحنه‌هایی از فیلم هری میسون و دخترش را نشان می‌دهد که در حال سوار شدن به ماشین است.احتمال می‌رود که این فیلم مربوط به قبل از تصادف هری و گم شدن دخترش در شهر سایلنت هیل باشد. در اتاق روان درمانی دکتر کافمن با هری گفتگو می‌کند و سپس به او یک پرسشنامه روان درمانی می‌دهد، این پرسشنامه شامل ۷ پرسش است که پاسخ به آنها در روند گیم پلی بازی و حتی شخصیت‌های داخل بازی اثر می‌گذارد.هری میسون به دلیل رنج بردن از خاطرات گذشته خود به دکتر کافمن مراجعه کرده است. او به خاطر یافتن دخترش به خانه اش در شهر سایلنت هیل می‌رود و بعداً متوجه می‌شود که خانواده دیگری در آن خانه زندگی می‌کند. هوشیاری هری در دنیای کابوس‌هایش جایی که هیولاها ی عجیبی دارد با دنیای واقعی تفاوت دارد. در هنگامی که هری به دنبال دخترش می‌گردد مأمور پلیس به نام سایبل بِنِت از راه می‌رسد و تصمیم می‌گیرد که او را به اداره پلیس ببرد. آنها در راه با کولاک مواجه می‌شوند و گرفتار می‌شوند، و هری خود تنهایی به یافتن دخترش ادمه می‌دهد. هری به یاد دارد که دخترش در مدرسه دبیرستان محلی بوده و تصمیم میگرد راه خود را به آن سمت ببرد. در مدرسه راهنمایی هری توسط زنی به نام میشیل والدز متوجه می‌شود دخترش شریل قبلاً در این مدرسه بوده اما رفته است. میشیل والدز به هری پیشنهاد می‌کند که به آدرس جدید شریل برود. هری به سمت آدرس حرکت می‌کند اما بعد از مدتی دور شدن دوباره به آنجا بر می‌گردد اما این بار به جای میشیل همسر سابق خود، داهیلا ماسون را می‌یابد. داهیلا وانمود می‌کند که عاشق هری است و مایل است با او سوار ماشین شود و اگر هری عشق او را بپذیرد او هم با هری می‌آید. البته در حالت دیگر بازی هنگام ماشین سواری ماشین از جاده خارج و درون رودخانه می‌افتد. هری هرچند زنده می‌ماند اما هوشیاری خود را از دست می‌دهد.
بعد از به هوش آمدن هری خود را روی ویلچر بیمارستان می‌یابد در حالی که سایبل بِنِت ویلچر او را هل می‌دهد. قبل از اینکه سایبل به او دربارهٔ پرونده مربوط به او در ایستگاه پلیس صحبت کند دنیا به حالت کابوس‌های هری در می‌آید، هری فرار می‌کند و در جای دیگر بیمارستان لیزا گرلاند، پرستار بیمارستان را پیدا می‌کند و از او تا رسیدن به خانه خودش مواظبت می‌کند. در آنجا به درخواست لیزا هری به او قرصی برای رفع سردرش می‌دهد. او را برای استراحت تنها می‌گذارد. هنگامی که برای جویا شدن حال او به اتاق بر می‌گردد بر اساس رفتار شما در بازی دو حالت اتفاق می‌افتد. در حالت اول هری با جنازه لیزا مواجه می‌شود، سپس سایبل از راه می‌رسد و می‌خواهد او را دستگیر کند. اما دنیا به شکل کابوس‌های هری می‌شود. هری به سمت اتاق شرلی فرار می‌کند و در آنجا با داهیلای بزرگتر روبه رو می‌شود که وانمود می‌کند که همسر اوست و به او می‌گوید دخترش، شریل در یک فانوس دریایی است. هری دوباره وارد کابوس می‌شود، از آن می‌گریزد، و در نهایت از میشیل رها می‌شود. هری سپس داهیلا جوان را در یک دریاچه، درون قایق می‌یابد که دارد قایق را برای حرکت به سمت فانوس دریایی تنظیم می‌کند و هری را نیز اغوا می‌کند تا با او بیاید. هری بیدار می‌شود و خود را در کنار داهیلای بزرگتر می‌یابد در دریاچه‌ای که دور تا دور آن توسط یخ پوشیده شده است. هری سعی می‌کند به آرامی از دریاچه عبور کند اما یخ‌ها می‌شکنند و هری غرق می‌شود و می‌میرد. هری توسط سایبل به ساحل کشیده می‌شود و سایبل به او می‌گوید که هری میسون هجده سال پیش در یک تصادف مرده است. هری هرچه جلوتر می‌رود متوجه می‌شود که فانوس دریایی نام کلینیک روان درمانی دکتر کافمن است. هری وارد کلینیک می‌شود و می‌بیند که بیمار جلسه روان درمانی شریل بزرگسال است که مرگ پدر خود را انکار می‌کند. بعد از ورود هری به داخل اتاق در دو حالت شریل یا مرگ پدر را قبول می‌کند یا همچنان به وجود پدر خیالی خود پایبند است.
در انتها بازی یک ویدیو قدیمی از دوربین شریل پخش می‌شود. چهار نوع مختلف از پخش ویدیو با توجه به رفتار بازیکن در بازی پخش می‌شود. در پایان «عشق گمشده» هری چمدان را در ماشین می‌گذارد و به شریل می‌گوید که او را مقصر جدایی اش از مادر شریل نداند. در پایان «پدر مست» هری مست بر سر شریل فریاد می‌زند و تقاضای آبجو می‌کند و مقصر نوشیدن‌هایش را خانواده‌اش می‌داند در پایان «فساد و زنان دلفریب» هری در تختخواب مشغول معاشقه با لیزا و میشیل است. در پایان "پست و ضعیف " داهیلا به صورت لفظی به هری توهین می‌کند و به او سیلی می‌زند. در پایان «بشقاب پرنده» پایان خنده دار بازی، شریل به دکتر کافمن می‌گوید که هری توسط بیگانه‌ها دزدیده شده و شهر سایلنت هیل یک سفینه فضایی است. پس از اینکه سکانس جیمز ساندرلند متوقف می‌شود. اتاق جلسه روان درمانی ادامه پیدا می‌کند، افشاء می‌شود که شریل یک سگ و دکتر کافمن یک بیگانه فضایی است. بدون توجه به پایان‌ها، در صحنه پایانی شریل دیده می‌شود که در حال جمع‌آوری یادداشت جایزه‌هایی (bonous memento) که بازیکن در طول بازی جمع‌آوری کرده است قرار دارد. در یک صحنه اضافی هری با داهیلا در خارج از کلینیک دیده می‌شود که در حال آشتی با او است.

## توسعه بازی
برنامه‌ریزی برای بازسازی و گمانه زنی‌ها دربارهٔ ساخت بازی بر اساس فیلم سایلنت هیل در سال ۲۰۰۶ جریان داشت. ایده بازسازی نیز در اوایل توسعه مقدماتی بازی سایلنت هیل: ریشه‌ها در سال ۲۰۰۷ نیز مطرح بود. این شایعات تا سال ۲۰۰۹ همچنان پابرجا بود تا اینکه در فوریه سال ۲۰۰۹ هیئت رده‌بندی سنی فیلم‌های بریتانیا امتیاز بازی را دوباره ارزیابی کرد و ساخت بازی تأیید شد.
استدیو کلایمکس، توسعه دهنده بازی سایلنت هیل: ریشه‌ها بازی سایلنت یادگارهای خرد شده را با کمک تیم توسعه دهنده ای که بیش از ۵۵ نفرا اعضا داشت و به علاوه همکاری آنلاین با ۹۹ آرتیست از سراسر دنیا توسعه داد. با اتمام پروژه ساخت بازی سایلنت هیل: ریشه‌ها که بازی به هدف تکرار عناصر نسخه اول ااین مجموعه ساخته شده بود. استدیو کلایمکس تصمیم گرفت در نسخه بعد یک بازی ترسناک متفاوت ارائه بدهد. علاوه بر این سال ۲۰۰۹ دهمین ساگرد تولید مجموعه سایلنت هیل بود و شرکت کونامی این زمان را فرصت مناسبی برای «بازبینی مجدد» برای این مجموعه دید. استدیو کلایمکس همچنین کنسول نسل بعدی شرکت نینتندو یعنی وی را که با کنتلرها و ویژگی‌های خود دسترسی وسیع تری به گیمرها ارائه می‌داد را نیز مورد توجه برای ساخت بازی قرار داد. توجه کلایمکس به کنسول وی با توجه اینکه هیچ بازی تا آن زمان برای کنسول‌های نینتندو منتشر نشده نشده بود. علاوه بر این استدیو کلایمکس هزینه‌های زیاد توسعه بازی بر روی پلتفرم‌های پلی‌استیشن ۳ و ایکس‌باکس ۳۶۰ نیر به علاوه طرز تفکر مخاطبین را برای ساخت بازی بر روی کنسول وی در نظر گرفت. در کنار تمامی دلایل استدیو برای ترجیح دادن کنسول وی نسبت به پلی‌استیشن و ایکس‌باکس سازندگان می‌خواستند عناصر مختلفی از بازی را مانند استفاده از چراغ قوه و گوشی در بازی را بر روی کنتلرهای حرکتی کنسول شرکت نینتندو قرار دهند. استدیو کلایمکس احساس کرد که نسخه اول سری بازی سایلنت هیل نقطه شروع خوبی برای داستان بازی جدید است. تا اینکه شروع به داستان‌نویسی جدید کند یا افسانه جدیدی به شهر سایلنت هیل اضافه کند. برای جلب نظر هوادران بازی سایلنت هیل و با توجه به این که نسخه‌ای جدید در حال ساخت بود سازندگان تصمیم گرفتند تا بعضی از محیط‌های بازی و برخی از شخصیت‌ها را بازآفرینی بکنند. مانند شخصیت داهیلا که از یک «پیرزن کلاهبردار» به کسی که کیش شهر را به سمت یک زن جذاب و جوان سوق داد.
استدیو کلایمکس کار ساخت بازی را با توسعه داستان و روایت بازی شروع کرد، چیزی که تیم توسعه دهنده بازی آن را جذاب‌ترین بخش سری سایلنت هیل می‌داند. در اوایل پروژه توسعه بازی برخی از اعضای تیم توسعه برای تحقیقات و گرفتن اطلاعات بیشتر برای توسعه بازی به روان‌پزشک مراجعه کردند و اطلاعات زیادی در خصوص روان و بیماری‌های روانی بدست آوردند. استفاده از یخ و برف و سرما در محیط‌های بازی قسمت اصلی این بازی محسوب می‌شود به دلیل اینکه سازندگان می‌خواستند یک جهان عجیب و ماورایی به وجود بیاورند، همانند نسخه‌های پیشین این سری بازی که این ویژگی از محیط بازی در آن به خوبی قرار داشت، و دلیل استفاده از بارش برف در بازی به این دلیل بود که بارش برف در شمال‌شرقی ایالات متحده و ایالت‌های غرب میانه آمریکا، مکان‌هایی که شهر خیالی بازی در آن قرار داشت، پدیده ای رایج بود. به علاوه اینکه بارش برف در بازی باعث محدود شدن دید بازیکن می‌شود و یک اتمسفر با حس وحشت را به وجود می‌آورد. سازندگان بازی یک سیستم ذخیره اطالاعات روانشناختی را در بازی طراحی کردند که عناصر گیم پلی بازی را با توجه به تعامل بازیکن با بازی تنظیم می‌کرد. سم بارلو نویسنده بازی در خصوص این سیستم اینچنین می‌گوید "خلاصه اینکه هر کار بسیار کوچکی که در بازی انجام دهید یا با هر قطعه از شیء در بازی تعامل کنید به همان مقدار، تغییری در پرونده روانشناختی شما در بازی ایجاد می‌شود. تمام اینها در یک پرونده روانشناسی بسیار مخصوص در بازی از شخصیت بازیکن جمع‌آوری می‌شود که همه آن‌ها در سیستم تحقیقاتی قرار گرفته شده در بازی ترسیم می‌شوند." پاسخ‌های داده شده به پرسشنامه اول بازی نیز بر این پرونده روان‌شناسی بازیکن تأثیر می‌گذارد. به گفته تهیه‌کننده بازی تام هولت گرفتن تغییرات مختلف گیم پلی از بازی و ارائه آنها به سازمان نظام رده‌بندی سنی بازی‌های ویدئویی برای ما کار بسیار دشواری بود چون ما گیم پلی متنوع و خلاقانه طراحی کرده بودیم و ارائه آن به این سازمان چالش‌هایی را رو به روی ما قرار داد. زمان‌های بارگیری بازی کاملاً برداشته شد تا حس غوطه وری بیشتری در بازی برای بازیکن به وجود بیاید.
سازندگان بازی احساس کردند که ساخت یک بازی دیگر در این مجموعه با همان سبک نسخه‌های پیشین پتانسیل‌های محدودی را برای خلق بازی ایجاد می‌کند. آنها در تلاش برای آمیخته کردن بازی با حس ترس از فیلم‌هایی که در آن‌ها شخصیت پروتاگونیست بازی یک آدم عادی و شخصیت آنتاگونیست بازی بسیار قدرتمند است، استفاده کردند. همچنین سازندگان در تلاش برای جلوگیری کردن از ساخته شدن یک بازی‌های رایج در سبک ترس و بقا که کاراکتر بازی توانایی استفاده از اسلحه را دارد، تصمیم گرفتند که شخصیت اول بازی را بدون استفاده از اسلحه طراحی کنند و به همین دلیل در بازی بازیکن اسلحه ندارد و تنها راه مقابله با دشمن‌های داخل بازی فرار یا در بهترین حالت می‌توان راه آنها را با اشیاء داخل بازی مسدود کرد. در ادامه توسعه دهندگان گیم پلی عناصر اصلی مبارزات گیم پلی بازی به علاوه موجودات طراحی شده با حرکت آهسته و زامبی وار را که از روی فیلم‌هایی با موضوع زامبی و بازی رزیدنت ایول به علاوه بازی تنها در تاریکی الهام گرفتند را مورد بررسی قرار دادند. همچنین سازندگان تعداد ۵۰ مورد از سکانس‌های تعقیب و گریز از فیلم‌های مختلف از جمله فیلم‌های ترسناک به علاوه ساختار فیلم‌های اسلشر را مورد بررسی قرار داند که در آن‌ها شخصیت منفی و باهوش در بازی به تعقیب و گریز کاراکتر اصلی بازی می‌پردازد. سازندگان تصمیم گرفتند که از کابوس‌های دوران کودکی که کودک از یک تهدید ناشناخته می‌گریزد نیز بهره ببرند. در ادامه خلق ویژگی‌های جدید در بازی سازندگان تصمیم به خلق و طراحی دشمنی باهوش و توانا در تعقیب و گریز که حتی می‌تواند از بازیکن نیز پیشی بگیرد. هدف سازندگان از طراحی صحنه‌های تعقیب و گریز برانگیختن و القا تنش و اضطراب، ترس در یک سکانس برای بازیکن بود. هرچند توسعه دهندگان نمی‌خواستند که با طولانی شدن این سکانس‌ها و تنش آنها در بازی باعث اذیت شدن بازیکنان بشوند و همچنین نگران بودند که این بخش بازی باعث آزار مخاطب و طاقت فرسا شدن بازی بشود و همچنین غرق شدن مخاطب در بازی را از بین ببرد و متعاقباً علاقه و میل بازیکن را برای ادامه خط داستانی بازی با مشکل مواجه کند. سازندگان اظهار خاطر کرده‌اند که از نظر آن‌ها حضور دائمی هیولا در بازی با محتوا و داستان بازی بی ربط است و تصمیم به چنین کاری نگرفتند. در همین باب مارک سیمون کارگردان بازی می‌گوید "هری میسون، کارکتر بازی یک شخصی نیست که هیولاها مدام به او حمله کنند و او از آن‌ها فرار کتد. این بازی داستان بقا و فرار در دنیای زامبی‌ها نیست." به علاوه اینکه، برای ایجاد یک سیستم جمع‌آوری اطلاعات در یک بازی واقع بینانه و مطابق با استانداردهای زندگی مدرن سازندگان بازی تصمیم گرفتند متن و بدنه اصلی پرونده‌های بازی را به صورت پراکنده در جای جای بازی قرار دارند که این سیستم یک نوع طراحی رایج در بازی‌های ترس و بقا است که حتی جزو عناصر مشترک در بسیاری از بازی‌های این سبک است که در آن هدف اصلی توسعه دهندگان از این کار تعامل بیشتر بازیکن با محیط بازی و استفاده بازیکن از تلفن همراه هری میسون در بازی است.
آهنگساز سری بازی سایلنت هیل، آکیرا یامائوکا ساخت و طراحی موسیقی‌متن و آهنگ‌های بازی سایلنت هیل یادگارهای خرد شده را به عهده گرفت. این پروژه آخرین همراهی این آهنگساز ژاپنی با سری سایلنت هیل قبل از اینکه او بعد از ۱۶ سال کار در شرکت کونامی استعفا بدهد. صداپیشه مشهور مری الیزابت مک‌گلین، برای ۴ قطعه از این بازی آواز و صدا ارائه کرد. به علاوه اینکه در صدا پیشگی بازی نیز همکاری کرد. جو رومرسا، نوازنده این بازی برای سه قطعه این بازی شعر می‌نویسد.
بازی، اولین در سری سایلنت هیل است که از موسیقی پویا استفاده می‌کند. موسیقی که بر اساس فعالیت بازیکن، یک قطعه موسیقی ارائه می‌شود و با تغییر فعالیت بازیکن قطعه موسیقی نیز عوض می‌شود. این تغییر موسیقی بر اساس فعالیت در هر محیطی از بازی اتفاق می‌افتد. طیف وسیع و متفاوتی از موسیقی‌های زیر تُن تا موسیقی راک را بازی در طول گیم پلی ارائه می‌دهد.

## انتشار
در ژوئن ۲۰۰۹ برای اولین بار یک دموی قابل بازی از سایلنت هیل یادگارهای خردشده در مراسم ای‌۳ ۲۰۰۹ به نمایش درآمد و دیدگاه‌های مثبت و خوبی را از خبرنگار‌های ویدیو گیم دریافت کرد. گروهی ویراستاران وبگاه آی‌جی‌ان سه جایزه «بهتری بازی E3» را در بخش بازی‌های وی به بازی سایلنت هیل داد، جایزه بهترین بازی، جایزه بهترین ماجراجویی و جایزه بهترین تکنولوژی گرافیکی را این بازی در مراسم ای‌۳ ۲۰۰۹ دریافت کرد. به بازی همچنین جایزه بهترین بازی کنسول وی را از ویراستاران وبگاه گیم‌اسپات در یک مقاله در خصوص ویژگی‌های برجسته بازی در مراسم ای‌۳ ۲۰۰۹ اهدا شد.
سایلنت هیل یادگارهای خردشده در ۸ دسامبر ۲۰۰۹ توسط شرکت کونامی و بر روی کنسول‌های خانگی وی در آمریکای شمالی منتشر شد. بازی در ۲۶ فوریه ۲۰۱۰ در اروپا و ۲۵ مارس ۲۰۱۰ در ژاپن منتشر شد. تأخیر انتشار بازی در استرالیا تا ۲۲ ژوئن ۲۰۱۰ ادامه داشت، به دلیل فوران ایافیاتلایوکوتل و تأثیر اقتصادی آن مشکلاتی در تأمین بازی در اروپا به وجود آمد. به همین خاطر بسیاری از استرالیایی‌ها اقدام به خرید کپی بازی از خرده فروشان کردند و این حرکت در چند ماه تأخیر ادامه داشت و ضربه آسیب‌پذیری بر فروش بازی در استرالیا وارد کرد. نسخه پلی‌استیشن ۲ و پلی‌استیشن همراه بازی در ۱۹ ژانویه ۲۰۱۰ در آمریکای شمالی انتشار یافت. این نسخه ۲۶ فوریه در اروپا، ۲۵ مارس در ژاپن و ۲۲ آوریل در استرالیا منتشر شد. بازی در ۲۸ آوریل۲۰۱۴ بر روی شبکه پلی‌استیشن در اروپا و بریتانیا در دسترسی قرار گرفت. پروژه سازگاری این بازی و سایلنت هیل: ریشه‌ها بر روی پلی‌استیشن ویتا در صدد انجام بود اما بعد از مدتی پروژه لغو شد. اما بازی هم‌اکنون بر روی پلی‌استیشن همراه قابل دسترسی است.

## استقبال
بر اساس گفته‌های کارگردان بازی تیم هالت پیش فروش بازی یادگارهای خردشده " خیلی خوب " توصیف شد. در مارس ۲۰۱۰ بازی در رده پنجم لیست چهل تایی پرفروش‌ترین بازی‌های پلی‌استیشن ۲ در بریتانیا قرار گرفت و رده یازدهم در لیستی تطابق یافته برای بازی‌های فروش رفته بر روی کنسول وی قرار گرفت. هر چند گزارش‌های فروش نینتندو می‌گوید که بازی فروش پایینی داشته است. بازی سایلنت هیل در نهایت به لطف حضور بازی بر روی پلی‌استیشن ۲ در نقطه تعادل فروش، بدون سود و ضرر ایستاد و سازندگان نه سود و نه ضرری کردند.
در جمع‌بندی نهایی دیدگاه وبسایت‌ها، وب سایت نقد بازی، متاکریتیک میانگین نمره‌های بازی سایلنت هیل: یادگارهای خرد شده را ۷۹/۱۰۰ اعلام کرد. این نمره نشان می‌دهد که بازی در مجموع «دیدگاه‌های مثبت عمومی» را دریافت کرده است. آقایی وسلی یین-پول از سایت ویدیو گیمر بازی را در زمره "۱۰ بازی اعصاب خرد کن قرار داد و نوشت " تاریک، مرطوب و خطرناک. سایلنت هیل پس گردن شما را میگرد. شما را آنقدر تکان می‌دهد که تا زمانی که بالا بیاورید و استفراغ کنید. سپس یک ضربه محکم با کله به وسط پیشانی شما می‌زند. براندون شفیلد از وبگاه گاماسوترا، بازی سایلنت هیل را در میان «ده بازی نادیده گرفته شده» در سال ۲۰۰۹ قرار داد و نوشت "با اینکه عناصر وحشت و ترس در بازی حضور ندارند اما بازی در مجموع تجربه خوبی است. مت ولز از وبگاه آی‌جی‌ان بازی را در لیست ده بازی نادیده گرفته شده کنسول وی قرار داد و نوشت که "ترکیب عناصر مختلف در بازی" را دیدگاه مثبت خود نسبت به بازی اعلام کرد و ادامه داد که " یک ساختار دقیق، طراحی مسیر ماهرانه پیمودن بازی توسط بازیکن که تمامی ویزگی‌های طرح شده جدید در بازی در هیچ‌کدام از نسخه‌های پیشین وجود نداشته است.
کریس اسکیلینگ از نشریه دیلی تلگراف نوشت بازی «یکی از خلاقانه‌ترین و سرگرم کننده‌ترین بازی‌ها برای بسیاری از افراد است.» کریستان رید از وبگاه یوروگیمر نوشت " بازی پر از ایده‌های مبتکرانه و دنباله‌های جذاب در بازی یکی پس از دیگری، این بازی یک بازی روح دار، تکان دهنده و ناراحت‌کننده است که نه تنها بازگشت طولانی مدت را به فرم اصلی بازی فراهم می‌کند بلکه ماجراهای ترسناک را دوباره در طی روند بازی احیا می‌کند.لارک آندرسون از گیم‌اسپات می‌نویسد سایلنت هیل یادگارهای خرد شده یک بازگشت فوق‌العاده به مفهوم اصلی ترس شخصی است و ادامه داد گرچه سازندگان در بعضی موارد مانند حذف کامل مبارزات در بازی دچار تصمیمات نامتعارف شده‌اند اما آن تصمیمات به خوبی نتیجه داده استنینتندو پاور بازی را بی پروا و خارق‌العاده نامید. در یک حرکت بازنگری جاناتام میت از وبگاه گزارش جهانی نینتندو عموماً با نظر گیم‌اسپات موافق بود و در اول قسمت توضیحات خود نوشت یک تلاش با شکوه و نسبتاً موفق آمیز برای احیاء و اصلاح سبک ترس و بقا است. در حالی که شاید بازی ترسناک نباشد، اما به‌طور قطع دلهره آور، شوکه کننده و همیشه جذاب است. بر اساس گفته‌های لیک الکساندر از وبگاه ای. وی. کلاب، نو آوری و منحصر به فرد بودن بازی باعث ایستادن بازی بدون استفاده از نام و شهرت سری سایلنت هیل برای جذب بازیکن باشد. در نقطه مقابل تیم یوری از گیم اینفورمر کنترل‌های ناامید کننده و سیر پیشروی آهسته بازی را از کاستی‌های بازی می‌داند و می‌نویسد اگر شما از طرفداران سری سایلنت هیل هستید این بازی کنسول وی احتمالاً همان شرلی میسونی که دنبال آن هستید را به شما می‌دهد اما هزینه دارد.
اگر بازی را به قسمت‌های مختلفی از جمله جستجوهای پازل محور، تعقیب و گریزهای بدون سلاح و جلسه روان درمانی تقسیم کنیم با دیدگاه‌های متفاوتی روبه رو می‌شویم. چارلز هارولد از وبگاه دات‌دش می‌نویسد خط پیشروی سریع اکشن‌های بازی در تعقیب و گریزهای کابوس‌های هری و اتاق روان درمانی حس گرفتاری در کابوس نسخه‌های قبلی سری را از ریشه کنده است. مت کاساماسینا از وبگاه آی‌جی‌ان نوشت که جدایی بین جستجوی ایمن در بازی و پازل‌ها و فرار کردن از هیولاها بیش از اندازه واضح و شفاف است و در نتیجه شما به سختی از مکان‌های یخی و چند جای دیگر می‌ترسید چون این جدایی باعث از بین رفتن حس ترس پیوسته شده است. مایکل کنتودی از وبگاه PALGN نوشت که تعقیب و گریزهای بازی از نیمه بازی به بعد به شدت کاهش می‌یابد. یوروگیمر نوشت که سازندگان یک ترکیب خوشامدگویی را خلق کردند و بازی فاقد عناصر گیم پلی تأکید شده است. دیدگاه‌ها همچنین بر اساس اینکه آیا تعقیب و گریزهای بازی ناامید کننده بودند یا خیر نیز تقسیم شدند. یا اینکه به سرعت تکراری می‌شود. هنری گیلبرت از گیم رادار ناامید کنندگی بازی در استفاده از دشمن‌ها با شکل مشابه و استفاده مکرر از جیغ برای ترساندن را بیان می‌کند. نئون کلی، از نبودن مرگ کاراکتر قابل بازی یا همان «game over» در بازی ابراز نگرانی کرد و کردن بازیکن یکی از قسمت‌های ایجاد کننده ترس در بازی و از اِلمان‌های اصلی سبک ترس و بقا دانست. بازی برای استفاده از کنترل حرکتی کنسول وی تحسین منتقدین را به عنوان یک طبیعی جلوه دهنده بازی و سازگاری خوب در پازل‌های جا به جایی محور و حرکت در صحنه‌ها دانستند.
سایلنت هیل: یادگارهای خردشده با بازی آفرینی داستان نسخه اول تحسین منتقدین را به دست آورد و برخی از منقدین معتقد بودند که دنبال کردن خط داستانی این نسخه نسبت به نسخه اول سری سایلنت هیل راحت‌تر است. گیم اینفورمر بازی را با سبک فیلم‌سازی ام. نایت شیامالان مقایسه می‌کند. گیم رادار نوشت که خط داستانی و شخصیت سازی بازی کاملاً به بلوغ رسیده است و با شفاف بودن پازل‌ها، همچنان جذابیت آن‌ها حفظ شده است و اتمسفر ترسناک بازی به تجربه خوب از آن کمک می‌کند. جاستین هایوالد از وان‌آپ می‌گوید که پیام‌های متنی دربارهٔ شخصیت‌های فرعی که در بازی که توضیح داده نشده‌اند از روایت کامل بازی می‌کاهد. مدت زمان بازی، از برخی دیدگاه‌ها نسبتاً کوتاه دیده می‌شود و آن را یکی از اشکالات بازی می‌کند. برخی منتقدین نیز بازی را تمجید می‌کنند و وجود عناصر روانشناختی در بازی را به علاوه پایان‌های متفاوت آن را دلیل ارزش تکرار بالای بازی می‌دانند. عناصر روانشناختی بازی با نقدهای مخالفی نیز رو به رو شدند. About.com می‌نویسد که عناصر روانشناختی در این بازی نسبت به سایلنت هیل ۲ از مهارت و زیرکی کمتری برخوردار است. به عبارت دیگر در بازی سایلنت هیل ۲ عناصر روانشناختی با دقت و زیرکی ماهرانه طراحی و قرار گذاشته شده بودند. ویل هرینگ از گیم‌پرو می‌گوید، هنگامی که پروفایل بازیکن در بازی جاه طلبانه باشد و تا سر حد نهایی پیش برود فکر نمی‌کرد که فقط جزئیات آرایشی بازی و دیالوگ‌های شخصیت‌ها تغییر کند. او انتظار داشت پروفایل شخصیتی که در بازی است در صورت پر شدن تغییراتش تا سر حد نهایی کارهای متنوعی انجام بدهد. منتقدین گرافیک بازی را تحسین کردند و آنرا «پر جزئیات» و «خوب اجرا شده» توصیف کردند. کریس مک ماهون ار مجله پلی بازی را در لیست " ده بازی برتر با بهترین ظاهر در پلی‌استیشن همراه " قرار داد. گیم تریلرز تنوع اشیاء در بازی را تحسین کرد، که بسیاری از آنها در طول بازی توسط بازیکن با به هم پیوستن چند شیء در بازی درست می‌شوند به علاوه بافت‌های پرجزئیات بازی که به محیط بازی طبیعی بودن را می‌دهد. موسیقی متن بازی نقدهای مورد پسندانه دریافت کرد. و دیدگاه‌ها، موسیقی بازی را آزار دهنده، اتمسفر دار، و منجر به ایجاد تنش و اضطراب می‌شود. صدا پیشگی بازی نیز مانند موسیقی بازی مورد قبول دیدگاه‌ها قرار گرفت و باور پذیر شده بود. به علاوه، بازی برای طراحی موسیقی اش در مراسم گیم آواردز در فرانسه و جشنواره بازی پاریس جایزه دریافت کرد. این جایزه توسط ۸ نفر اعضای هیئت منصفه و وزیر فرهنگ و ارتباطات فرانسه اهدا می‌شود.
وبگاه متاکریتیک میانگین نمره ۷۹/۱۰۰ را برای بازی بر روی پلی‌استیشن ۲ اعلام کرد، که این نمره نشان دهنده نقدهای عموماً مثبت به بازی است. کاساماسینا به بازی نمره ۸/۱۰ را داده و گفت که هنگامی که گرافیک بازی و سیستم کنترل آن در روی کنسول وی بسیار بهتر شده است، این کنسول به خوبی توانسته این ویژگی‌ها روی خود نگه دارد و اجرا کند. برای نسخه بازی بر روی پلی‌استیشن همراه نمره متای ۷۳/۱۰۰ را داد که نشان می‌دهد نمره نهایی متاکریتیک ترکیبی از دیدگاه‌های مختلف است. کاساماسینا نیز نمره ۷/۱۰ را با نقدهای خود مانند «کاهش محسوس بخش بصری بازی» «کنترل‌های کسل کننده» «عدم توانایی در کنترل مستقیم چراغ قوه و نشان دادن آن در بازی» ارائه داد. در این دیدگاه از بازی بر روی هر دو کنسول پلی‌استیشن ۲ و وی کنترل‌های آن‌ها را در مجموع عملکرد قابل قبولی دارند و کارکرد کنترل‌ها را از لحاظ فنی و اجرایی یک «پیروزی فنی» خواند.

### شخصیت‌ها
سایبل بِنِت، السا یلسپی، |هری میسِون، شریل میسِون، داهیلا ژیلسپی و دکتر مایکل کافمن

## بازتاب‌ها
وبگاه آی‌جی‌ان پیش‌نمایشی از بازی در نمایشگاه رسانه و تجارت ای۳ سال ۲۰۰۹ را به عنوان بهترین بازی از نظر تکنولوژی گرافیکی معرفی کرده است.

## معادل‌های انگلیسی
1. ↑  Akira Yamaoka
2. ↑  Cybil Bennett
3. ↑  Alessa Gillespie
4. ↑  Harry Mason
5. ↑  Cheryl Mason
6. ↑  Dahlia Gillespie
7. ↑  Dr. Michael Kaufmann